# 源正寺 (厚木市)
源正寺（げんしょうじ）は、神奈川県厚木市温水西にある浄土宗の寺院。正式には雲谷山 高櫻院 源正寺と称する。

## 歴史
当寺は、僧明誉覚道が慶長2年(1597年)10月20日に開山したと伝えられる（厚木市史資料）浄土宗の寺院。僧明誉覚道は慶長19年(1614年)11月20日に没(新編相模国風土記稿)

## 境内
- 山門
- 本堂
- 薬師堂
- 墓所

## アクセス
- 小田急線本厚木駅下車、厚木バスセンターより神奈川中央交通バス(厚32, 44, 46, 47, 48系統)にて高坪停留所下車徒歩5分